# Provincia de Vĩnh Phúc
Vinh Phuc (en vietnamita: Vĩnh Phúc) fue una de las provincias que conformaban la organización territorial de la República Socialista de Vietnam. Existió desde 1997 hasta su fusión con la provincia de Phú Thọ en 2025.

## Geografía
Vinh Phuc se localiza en la región de Delta del Río Rojo (Đồng Bằng Sông Hồng). La provincia mencionada posee una extensión de territorio que abarca una superficie de 1.371,4 kilómetros cuadrados.

## Demografía
La población de esta división administrativa es de 1.169.000 personas (según las cifras del censo realizado en el año 2005). Estos datos arrojan que la densidad poblacional de esta provincia es de 852,41 habitantes por cada kilómetro cuadrado.